# Зарубаев, Сергей Валериянович
Серге́й Валерия́нович Заруба́ев (1877—1921) — русский контр-адмирал (1917), участник боя у Чемульпо; преемник А. М. Щастного на посту командующего Морскими силами Балтийского флота (1918).

## Биография
Родился 22 августа 1877 года в семье генерал-лейтенанта В. П. Зарубаева; племянник Н. П. Зарубаева.
В 1896 году окончил Морской кадетский корпус с производством в мичманы. В 1898—1900 годах находился в заграничном плавании на крейсере «Герцог Эдинбургский», по возвращении из которого, 1 января 1901 года был произведён в лейтенанты и назначен на крейсер «Варяг» на должность старшего артиллериста. Во время русско-японской войны, 27 января 1904 года принял участие в бою у Чемульпо и был награждён орденом Св. Георгия 4-й степени.
После возвращения на Балтийский флот, в 1905—1906 годах занимал должность флагманского артиллерийского офицера Штаба командующего отдельным отрядом судов Балтийского моря, затем был переведён старшим офицером на крейсер «Богатырь». Вплоть до начала Первой мировой войны командовал миноносцами «Рьяный» (1909), «Громящий» (1909–1912) и «Страшный» (1912–1914), а через год после открытия боевых действий назначен на должность командира линейного корабля «Полтава». В январе 1917 года был произведён в контр-адмиралы и командовал с конца года 1-й бригадой линейных кораблей, приняв деятельное участие в Ледовом походе. После ареста капитана А. М. Щастного в мае 1918 года был назначен на должность командующего Морскими силами Балтийского флота, однако вскоре выведен в резерв чинов Морского ведомства РСФСР.
Расстрелян 21 октября 1921 года ВЧК по делу Петроградской боевой организации профессора В. Н. Таганцева, реабилитирован 30 сентября 1991 года.